# フェイバリットディア 純白の預言者
『FAVORITE DEAR 純白の預言者』（フェイバリットディア じゅんぱくのよげんしゃ）は、インターチャネルがゲームビレッジブランドから発売したPS用ファンタジーシミュレーションRPG。2000年12月7日に発売された。2010年11月24日よりガンホー・オンライン・エンターテイメントからゲームアーカイブスで配信されている。レイティングはCERO：B（12才以上対象）。

## ストーリー
勇者を導く天使となり、3年という限られた時間の中でアルカヤの世界を救う。

## 登場人物

### 勇者候補
フェイン・ルー・ルグス (Fein Lugh Lugus)
声：堀秀行
落ち着きのある冷静冷徹な青年で、知識も豊富。職業柄、地理・政治・魔術・歴史・伝説には特に詳しい。魔導士の素質を見込まれて、9歳の時から老魔導士と各国を旅するうちに能力が開花。剣技も身につけた彼は魔導ギルドの命を受け、27歳の今では魔導剣士として仕事をこなしている。
クライヴ・セイングレント (Clive Seingrent)
声：徳山靖彦
吸血鬼に襲われた母を持つ半人半吸血鬼。13歳のときに拾われた。21歳の今はアンデッド専門に退治をしているが、己が「血の宿命」の恐怖から内にこもり、口数も、感情も表に出すことも少ない。
ルディエール・トライア・レグランス (Loudieres Tria Ragrance)
声：田中大文
ロクス・ラス・フロレス (Roch Las Flores)
声：堀川亮
聖職者。隠された別の姿を持つ23歳の青年。エクレシア国の教皇の家系に教皇の証たる「癒しの手」を持って生まれ、次期教皇として何不自由なく育てられたが、ある理由によって即位できず、修行の旅に出されてしまう。
アイリーン・ティルナーグ (Eileen Tirnanog)
声：大本眞基子
大魔導士ジグの孫娘の12歳。祖父亡き後は祖父の塔でフクロウと暮らし、魔導知識の追求に心血を注ぐ。明るくお転婆で少々がさつ。行動も言葉も幼い部分もあるが、頭がいい。
レイラ・ヴィグリード (Lalah Vigridr)
声：大塚瑞恵
グローサイン帝国の大将軍ラウルの一人娘。しつけや作法より剣技を好み少年のように育ち、厳しい試練を越えて帝国初の女性騎士となるが、次期皇帝を巡る諍いで父を失い、多くの困難に会うことに。真面目すぎるため誤解や災いも招くが帝国騎士の誇りは常に忘れない。20歳。
セシア (Cesia)
声：服部かりか
未開地レイフォリアの森に住む一族の娘で、「長き腕（かいな）のセシア」とあだ名される弓の名手。非常に意志が強く心優しい17歳で、一族の創世神話たる「聖母の伝説」に憧れ、いつか聖母に会いたいと願っている。

### 妖精
ローザ (Rosa)
声：岩崎陽子
フロリンダ (Florinda)
声：新千恵子
シェリー (Shelley)
声：角田早穂
リリィ (Lily)
声：西田裕美
リンクス (Lynx)
声：間宮くるみ
アクイラ (Aquil)
声：町井美紀
シータス (Cetus)
声：龍谷修武
レーバス (Lepus)
声：森麻衣子

### 天界
ラファエル
声：青羽剛
ミカエル
声：土門仁
ティタニア
妖精女王

### その他
セレニス
声：土井美加
レイブンルフト
声：堀之紀
アルベリック・クロイツフェルド
声：塩沢兼人
イオン・アズバード
声：田中真弓
クレランス・ランゲラック
声：遠藤守哉
エンディミオン
声：冬馬由美